# (4323) Hortulus
(4323) Hortulus  ist ein Asteroid des Hauptgürtels, der am 27. August 1981 vom Schweizer Astronomen Paul Wild, vom Observatorium Zimmerwald der Universität Bern aus, entdeckt wurde.
Der Asteroid ist nach dem Hortulus, einem botanischen Werk aus dem Jahre 827, benannt. 